# Corredor Ecológico del Río Tinto
Corredor Ecológico del Río Tinto este o arie protejată (arie specială de conservare — SAC, sit de importanță comunitară — SCI) din Spania întinsă pe o suprafață de 21.833,61 ha, integral pe uscat.

## Localizare
Centrul sitului Corredor Ecológico del Río Tinto este situat la coordonatele 37°30′21″N 6°35′33″W / 37.5059°N 6.5925°V.

## Înființare
Situl Corredor Ecológico del Río Tinto a fost declarat sit de importanță comunitară în decembrie 2000 pentru a proteja 3 specii de plante și 47 de specii de animale. Situl a fost protejat și ca arie specială de conservare în martie 2015.

## Biodiversitate
Situată în ecoregiunile marină Atlantică și mediteraneană, aria protejată conține 16 habitate naturale: Pante stâncoase silicioase cu vegetație casmofită, Terase mlăștinoase și terase nisipoase neacoperite de apă la reflux, Estuare, Cursuri de apă de la nivel de câmpie la nivel montan, cu vegetație Ranunculion fluitantis și Callitricho-Batrachion, Galerii de Salix alba și de Populus alba, Pajiști uscate europene, Păduri termofile cu Fraxinus angustifolia, Pajiști umede mediteraneene cu ierburi înalte de Molinio-Holoschoenion, Pseudostepă cu ierburi și specii anuale de Thero-Brachypodietea, Păduri de Quercus suber, Tufărișuri termo-mediteraneene și de pre-deșert, Păduri de Quercus ilex și Quercus rotundifolia, Păduri aluvionare cu Alnus glutinosa și Fraxinus excelsior (Alno-Padion, Alnion incanae, Salicion albae), Pajiști umede atlantice temperate cu Erica ciliaris și Erica tetralix, Galerii și tufărișuri riverane sudice (Nerio-Tamaricetea și Securinegion tinctoriae), Dehesas cu Quercus spp. perene.
La baza desemnării sitului se află mai multe specii protejate:
- plante (3): Armeria velutina, Marsilea strigosa, Narcissus cavanillesii
- păsări (34): pescăruș albastru (Alcedo atthis), Apus caffer, acvilă de munte (Aquila chrysaetos), egretă mare (Ardea alba), stârc cenușiu (Ardea cinerea), stârc roșu (Ardea purpurea), buha (Bubo bubo), fugaci de țărm (Calidris alpina), bătăuș (Calidris pugnax),  prundaș gulerat mic (Charadrius dubius), chirichița cu obraz alb (Chlidonias hybrida), chirighiță neagră (Chlidonias niger), barză albă (Ciconia ciconia), barză neagră (Ciconia nigra), erete de stuf (Circus aeruginosus), egretă mică (Egretta garzetta), Elanus caeruleus, Falco naumanni, Fulica cristata, pescăriță râzătoare (Gelochelidon nilotica), piciorong (Himantopus himantopus), sitar de mal nordic (Limosa lapponica), Marmaronetta angustirostris, gaia neagră (Milvus migrans), stârc de noapte (Nycticorax nycticorax), vultur pescar (Pandion haliaetus), viespar (Pernis apivorus), flamingo roz (Phoenicopterus roseus), lopătar (Platalea leucorodia), Porphyrio porphyrio porphyrio, ciocântors (Recurvirostra avosetta), chiră mică (Sternula albifrons), călifar alb (Tadorna tadorna), fluierar de mlaștină (Tringa glareola)
- amfibieni (1): Discoglossus galganoi
- mamifere (8): râs iberic (Lynx pardinus), liliac cu aripi lungi (Miniopterus schreibersii), liliac cu urechi de șoarece (Myotis blythii), liliac comun (Myotis myotis), liliacul mediteranean cu potcoavă (Rhinolophus euryale), liliacul mare cu potcoavă (Rhinolophus ferrumequinum), liliacul mic cu potcoavă (Rhinolophus hipposideros), liliacul cu potcoavă a lui méhely (Rhinolophus mehelyi)
- pești (4): Cobitis paludica, Iberochondrostoma lemmingii, Pseudochondrostoma willkommii, Squalius alburnoides

Pe lângă speciile protejate, pe teritoriul sitului au mai fost identificate 36 de specii de plante, 1 specie de mamifere, 1 specie de nevertebrate.